# Håkan Dahlby
Dan Anders Håkan Dahlby, född 15 september 1965 i Västerstad, är en svensk sportskytt som tävlar för Askeröds Lerduveklubb. Tävlar idag för Södertälje/Nykvarns JRF. Driver idag Håkan Dahlby Driven High Bird Sporting and Olympic Trap banan på Nykvarns skjutbanor. Håkan Dahlbys Driven high bird sporting and Olympic Trap Sweden Vidbynäs 35 Nykvarns Jaktskytteklubb 15591 Södertälje http://www.hakandahlby.com/ Sveriges modernaste lerduvebana.

## Skyttekarriär
Dahlby deltog i finalen i olympiska sommarspelen 2004 i Aten och var med i OS-final. Han kvalade därefter in till olympiska sommarspelen 2008 i Peking, där han tävlade i dubbeltrap. Som ett av Sveriges främsta guldhopp i OS 2008, kvalade han inte in till finalen. I OS i London 2012 vann han silver. Bland hans övriga meriter hittills utmärker sig guld i världscupfinalen i Dubai 2005, guld i världscupfinalen 2008 i Minsk, EM-guld 2003, 2004 samt 2012, och EM-silver 2006 respektive 2008. I början av 2009 satte han inofficiellt världsrekord med 196 träff av 200 möjliga.
Under OS-finalen i London 2012 tog han sig vidare till finalen som femma av sex skyttar. Inför finalen hade Dahlby tre poäng upp till medalj, men under finalen var Dahlby bästa skytt med 49 av 50 träffar. Det gjorde att han sakta klättrade upp bland placeringarna och slutade till slut på andra plats, endast två träffar efter totalsegraren. Avståndet upp till guldet före finalen var sex träffar.

## Internationella medaljer i dubbeltrap

### Guld
- Guld Europamästerskapen Larnaca Cypern 2012
- Utvald av ISSF till Världens bästa Dubbeltrap skytt mellan 2006 och 2010
- Guld Cernay GP Frankrike 2011
- Guld ISSF Världscup-Final Minsk 2008
- Guld ISSF Världscup Kerville USA 2008
- Guld Kuwait Championship 2007
- Guld ISSF Världscup Dominikanska republiken 2007
- Rankad 1:a på Världsrankingen 2006-2007
- Guld ISSF Världscup Finalen Dubai 2005
- Guld Kuwait Grand Prix 2006
- Guld Italien Grand Prix Ravenna Bologna 2006
- Guld Sako Beretta Grand Prix Tammerfors Finland 2006
- Guld Paris Grand Prix 2006
- Guld Europamästerskapen Nicosia Cypern 2004
- Guld Europamästerskapen Lag Nicosia Cypern 2004
- Guld Europamästerskapen Brno Tjeckien 2003

### Silver
- Silver Olympiska spelen London 2012
- Silver International Grand Prix Malta 2011
- Silver Fort Benning Grand Prix 2011
- Silver International Grand Prix Malta 2010
- Silver ISSF Världscup Acapulco Mexico 2010
- Silver Europamästerskapen Osiek Kroatien 2009
- Silver ISSF Världscup San Marino 2009
- Silver Europamästerskapen Nicosia Cypern 2008
- Silver ISSF Världscup Maribor 2007
- Silver ISSF Världscup Korea 2007
- Silver Europamästerskapen Maribor Slovenien 2006
- Silver ISSF Världscup Kerrville USA 2006
- Silver Världscup Qingyuan Kina 2006
- Silver International Malta Grand Prix 2005
- Silver VM Tammerfors Lag Finland 1999

### Brons
- Brons ISSF Europamästerskapen Kazan Ryssland 2010
- Brons ISSF Världscup Belgrad 2008
- Brons ISSF Världscup-Final Belgrad 2007
- Brons ISSF Världscup Americana Brasilien 2005